# バクー＝トビリシ＝カルス鉄道
バクー＝トビリシ＝カルス鉄道（ロシア語: Железная дорога Баку — Тбилиси — Карс、アゼルバイジャン語: Bakı-Tbilisi-Qars dəmiryolu xətti、グルジア語: ბაქო-თბილისი-ყარსის რკინიგზა、トルコ語: Bakü-Tiflis-Kars demiryolu hattı、英語: Baku–Tbilisi–Kars: BTK または Baku-Tbilisi-Akhalkalaki-Kars railway: BTAK）は、アゼルバイジャン、ジョージア、トルコの3カ国を通る鉄道路線（国際列車）。2017年10月30日に開業した。総延長距離は826kmであり、既存路線に加えて105kmの新線が建設された。

## 歴史

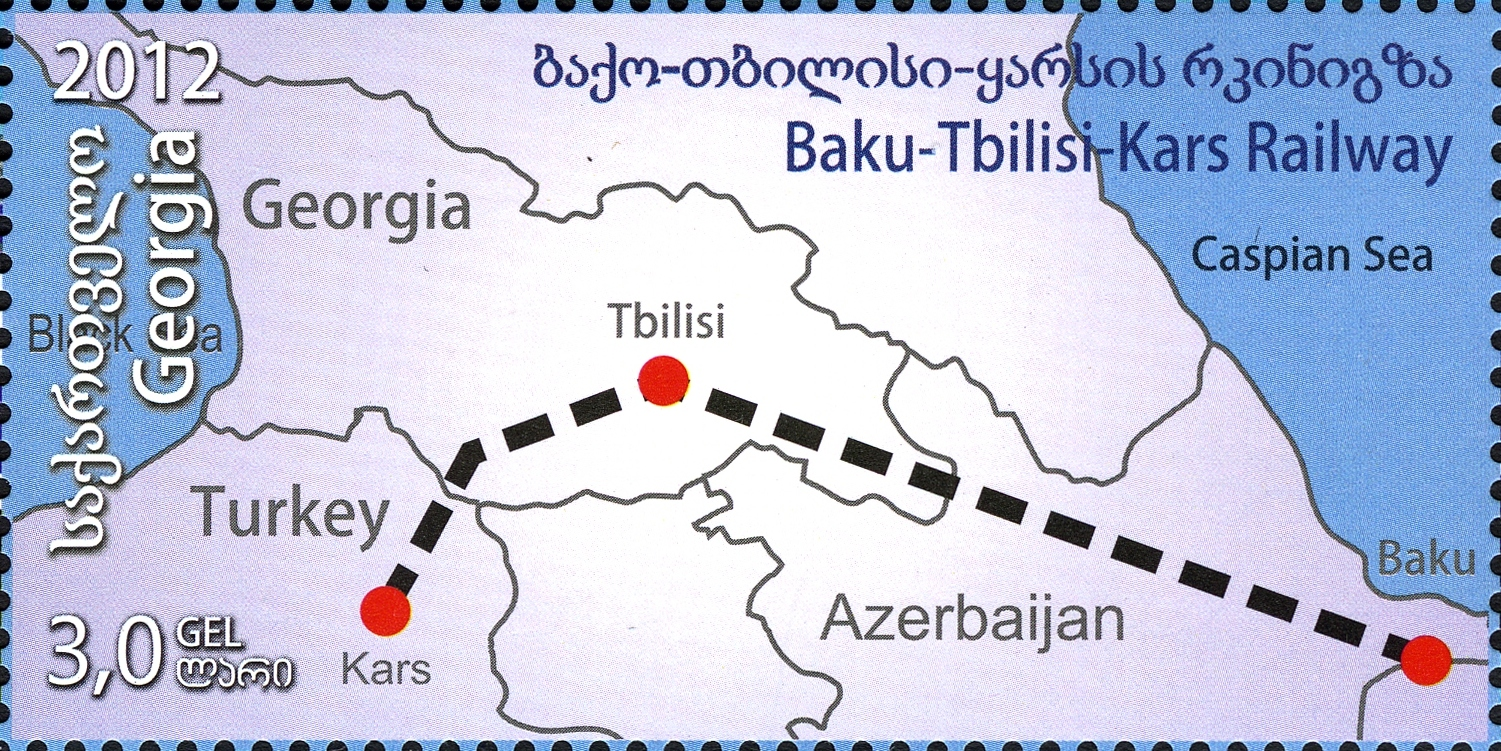
開業前の2012年に発行されたジョージアの切手

この国際列車プロジェクトの主な目的は、アゼルバイジャン、ジョージア、トルコ3国間の経済関係を改善し、ヨーロッパとアジアを結ぶことで国外からの直接投資を得ることである。アルメニアの一部の論者はこの国際列車プロジェクトについて、アゼルバイジャンが地域経済プロジェクトからアルメニアを孤立させる試みであると指摘している。とはいえ、アルメニアとアゼルバイジャンはナゴルノ・カラバフの帰属をめぐって緊張状態にあるため、アルメニアを通過するルートは政治的に不可能だった。
Samuel Lussacは「（このプロジェクトは）アゼルバイジャン＝ジョージア＝トルコ間の地域協力にいっそう貢献するだろうが、「南コーカサスにおけるアルメニアの疎外についても新たな局面に至るだろう」と指摘している。アゼルバイジャンのイルハム・アリエフ大統領は、2005年に「もしこのプロジェクトが成功すれば、アルメニア人は完全に孤立し、さらなる問題が発生するだろう」と述べた。
この路線はもともと2010年に開業する予定だったが、2013年、2015年、2016年と開業予定時期は遅れ、2016年2月におこなわれた第5回三国間外務大臣会合で2017年開業と発表された。2017年9月27日にはトビリシ＝アハルカラキ間で初めて旅客列車による試験走行が行われた。10月30日にはアゼルバイジャンのアリエフ大統領が主催する開業記念式典が開催された。

## 説明
トルコ領土に76km、ジョージア領土に29km、計105kmの新線が建設された。ジョージアのアハルカラキからマラブダ間、またジョージアのトビリシからアゼルバイジャンのバクー間の既存路線も改良された。総延長は826kmに達する。
ジョージアとアゼルバイジャンは自国内の鉄道路線に1520mmの広軌を採用しており、アハルカラキ＝トビリシ＝バクー間の既存路線の軌間は変更されていない。ジョージア領土の新路線区間（アハルカラキからトルコ国境のカルツァヒまで）や、トルコ領土（カルツァヒからカルスまで）は、トルコ国内で採用されている標準軌で建設された。
総投資額は、広軌と標準軌の積み替え施設の整備、既存鉄道の改修を含め10億ドル以上とみられる。年間輸送能力は、当初が貨物650万トン、旅客100万人。トルコ政府は2034年に貨物1700万トン、旅客300万人への拡大を見込んでいる。このBKT鉄道は単に3国間の輸送だけにとどまらず、バクー港とカスピ海対岸のアクタウ港（カザフスタン）やトルクメンバシ港（トルクメニスタン）を結ぶ鉄道連絡船により、中央アジアと欧州を結ぶ物流を担う。開業式典にはカザフスタンのサギンタエフ首相、ウズベキスタンのアリポフ首相らも参加。2017年11月15日には、アフガニスタンを含む中央アジア5カ国がBTK鉄道へ接続する物流網整備に関する協定を結んだ。

## 新ユーラシア・ランドブリッジとして
2019年11月7日、西安からマルマライトンネル（Marmaray Tunnel）を通過して、ヨーロッパのプラハ（チェコ）に向かう貨物列車が運行された。これは中国からトルコへの輸送時間が1か月から12日に短縮されて、「鉄のシルク・ロード」（Iron Silk Road）の一部であると示している。
2020年12月4日、イスタンブールの欧州側にあるトルコ国鉄カズルチェシュメ駅を出発し、トルコ、ジョージア、アゼルバイジャン、カザフスタンを横断して中国の西安に42個のコンテナを輸送する貨物列車が運行された。5カ国を横断する総延長8,693キロの鉄道輸送は、 日本の大成建設によって建設されたボスポラス海底トンネルマルマライを抜けて、トルコを横断し、バクー＝トビリシ＝カルス鉄道でコーカサスを横断、カスピ海横断国際輸送ルート（鉄道連絡船）を経て、ロシアを経由せず中央アジアから中国に抜ける。新ユーラシア・ランドブリッジとして、まさに歴史上の「シルクロード」をなぞったものとなった。